# Hygrochroa pandarioides
Hygrochroa pandarioides är en fjärilsart som beskrevs av William Schaus 1905. Hygrochroa pandarioides ingår i släktet Hygrochroa och familjen silkesspinnare. Inga underarter finns listade i Catalogue of Life.